# Aston Martin Bulldog
Der Aston Martin Bulldog ist ein Sportwagen des britischen Automobilherstellers Aston Martin, der von William Towns entworfen und von einigen Aston-Martin-Ingenieuren um Mike Loasby und Keith Martin entwickelt wurde.

## Geschichte
Die Initiative zu diesem Wagen ist auf das Jahr 1976 zurückzuführen und ging von einem arabischen Kunden aus, der sich allerdings vor Abschluss der vergleichsweise lange dauernden Entwicklungsarbeiten zurückzog. Aston Martin entschied sich nach einigen Überlegungen dafür, das Auto gewissermaßen als Werbeobjekt auf eigene Kosten fertigzustellen. Der Code-Name für das Projekt war anfänglich DP K9, nach einer Rolle im Film Doctor Who. Der letztlich gewählte Name „Bulldog“ war auf die kleine unwirtliche Ecke in Aston Martins Fabrik zurückzuführen, in der Keith Martin und seine Mannschaft den Wagen aufbauten und die betriebsintern als „Hundezwinger“ bezeichnet wurde. Er wurde offiziell am 27. März 1980 im Bell Hotel in Aston Clinton (Buckinghamshire) vorgestellt.

## Fahrzeugcharakteristika
Der Bulldog ist anders als alle bisherigen Aston-Martin-Modelle als Mittelmotor-Fahrzeug ausgelegt und ruht auf einem Zentralrohrrahmen. Die Vorderradaufhängung besteht aus Doppelquerlenkern mit Schraubenfedern und Querstabilisator, hinten wurde eine De-Dion-Achse mit Schraubenfedern, Längslenkern und Watt-Gestänge eingebaut. Als Antrieb dient der hauseigene 5,3-Liter-Achtzylinder-Motor, der allerdings über zwei Abgasturbolader von Garrett AiResearch verfügt und damit – je nach Quelle – 440 kW (598 PS) oder gar 515 kW (700 PS) leistet. Ein zweites Exemplar dieses Motors wurde 1980 in einem Einzelstück des Aston Martin Lagonda verwendet.
Die erste Testfahrt war ein großer Erfolg. Der Wagen erreichte eine bestätigte Höchstgeschwindigkeit von 307 km/h, blieb aber hinter der Werksankündigung von 322 km/h deutlich zurück. Die theoretisch erreichbare Geschwindigkeit liegt bei 381 km/h.
William Towns entwarf für den Bulldog eine mit 1092 mm sehr niedrige, glattflächige Karosserie mit breiten, weit in den Fahrzeugunterboden hineinreichenden Flügeltüren. Towns verzichtete auf nahezu jede Rundung; selbst die zeitweilig montierten Außenspiegel waren eckig modelliert. Besonderes Merkmal der Frontpartie war eine Batterie von fünf Scheinwerfern, die sich hinter einer absenkbaren Klappe vor den Vorderrädern verbargen. Im Innenraum wurde das bereits aus dem Lagonda bekannte Konzept digitaler Instrumentierung weiterverfolgt. Nach seiner Vorstellung erhielt das Auto einen Monitor in der Mittelkonsole, der die rückwärtige Sicht verbessern sollte. Der Bulldog wurde silberfarben und hellgrau lackiert.

## Weiteres Schicksal des Bulldog
Nach Abschluss des Entwicklungsprogrammes verkaufte Aston Martin den Bulldog im Laufe des Jahres 1982 an den Meistbietenden, einen Kunden aus dem Nahen Osten. Die Gesamtkosten für Entwurf und Konstruktion des Bulldog werden auf 130.000 £  (ca. 192.000 €) geschätzt.
Der Bulldog verbrachte einige Zeit in den USA, wurde dann aber zum Verkauf mit neuer, grüner Lackierung in das Vereinigte Königreich zurückgebracht. Der Innenraum wurde ebenfalls verändert, und zwar vom ursprünglichen Dunkelbraun über ein helles Rotbraun bis hin zu einem grün abgesetzten Crème-Ton.
Im September 2020 gab Classic Motor Cars Ltd bekannt, den Bulldog komplett zu restaurieren. Im Mai 2022 wurde er auf dem Concorso d’Eleganza Villa d’Este ausgestellt, wo er auch den Preis Coppa d’Oro Villa d’Este gewann. Heute befindet sich das Auto im Besitz des Architekten Norman Foster.

## Technische Daten
|                      | Aston Martin Bulldog                 |
| Baujahr              | 1979                                 |
| Zylinder/Motorbauart | Achtzylinder-V-Motor                 |
| Ventile              | 16                                   |
| Hubraum              | 5340 cm³                             |
| Verdichtung          | 7,5 : 1                              |
| Aufladung            | zwei Abgasturbolader                 |
| Leistung             | 440–515 kW (598–700 PS) bei 6000/min |
| Drehmoment           | 550–600 lb-ft (745–813 Nm)           |
| Antrieb              | Transaxle-Hinterradantrieb           |
| Getriebe             | ZF-5-Gang-Getriebe                   |
| Leergewicht          | 1454 kg                              |
| Tankinhalt           | 113 l                                |
| 0–60 mph (0–97 km/h) | 5,1 s                                |
| Vmax                 | 307 km/h                             |